# E (латиниця)
E, e — п'ята буква латинського алфавіту. Це буква є найбільш використовуваною в англійській мові.

## Способи кодування
| Фонетичний алфавіт НАТО   | Фонетичний алфавіт НАТО | код Морзе                      | код Морзе    |
| Echo                      | Echo                    | ·                              | ·            |
|                           |                         |                                | ⠑            |
| Морський прапорний сигнал | Семафорна абетка        | Американська мова жестів (ASL) | Шрифт Брайля |

В Юнікоді велика E має код U+0045, а мала e — U+0065.
Код ASCII для великої E — 69, для малої e — 101; або у двійковій системі 01000101 та 01100101 відповідно.
Код EBCDIC для великої E — 197, для малої e — 133.
NCR код HTML та XML — «E» та «e» для великої та малої літер відповідно.